# Ortells

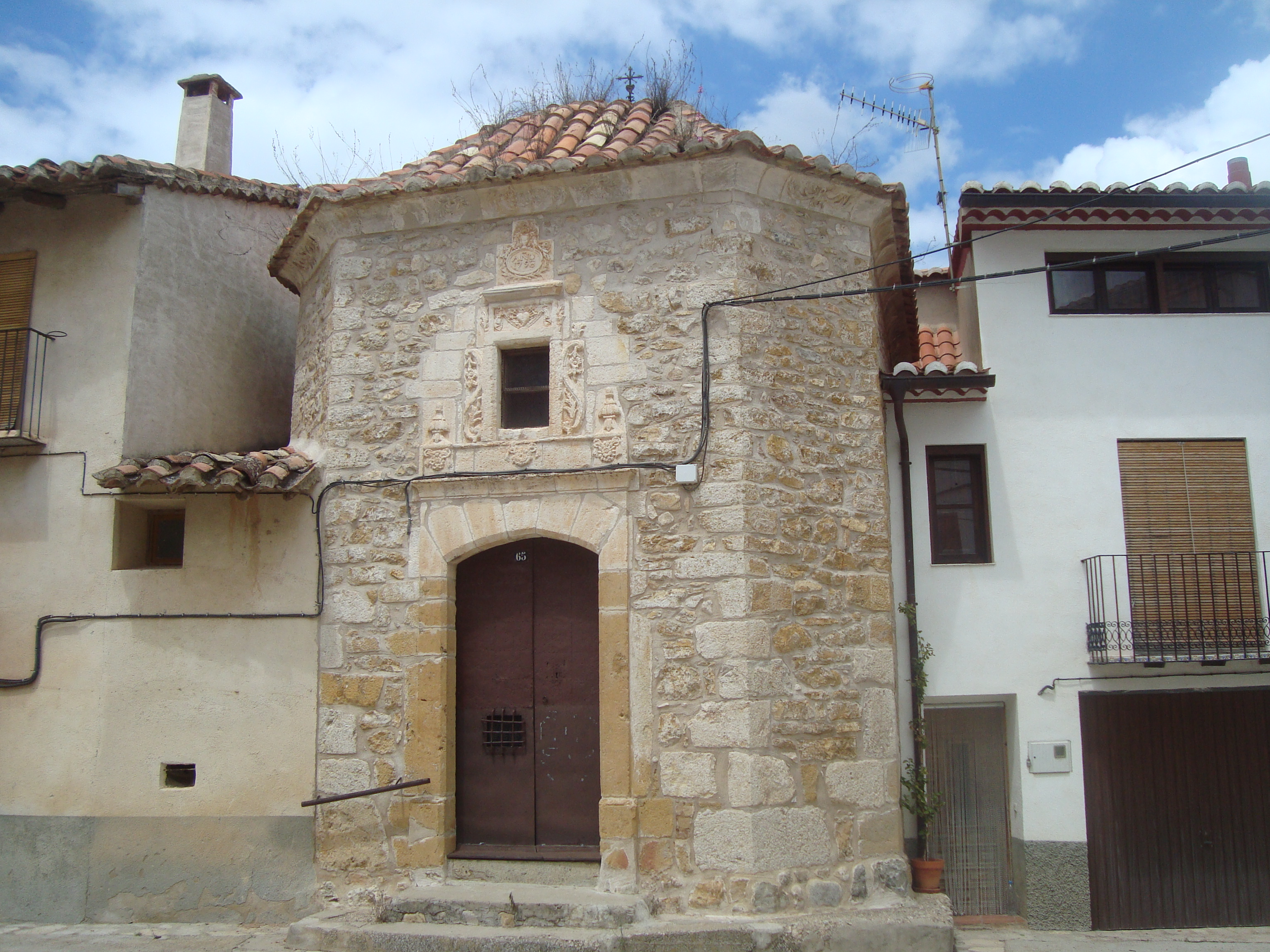
Ermita dels Dolors, Ortells (Morella)

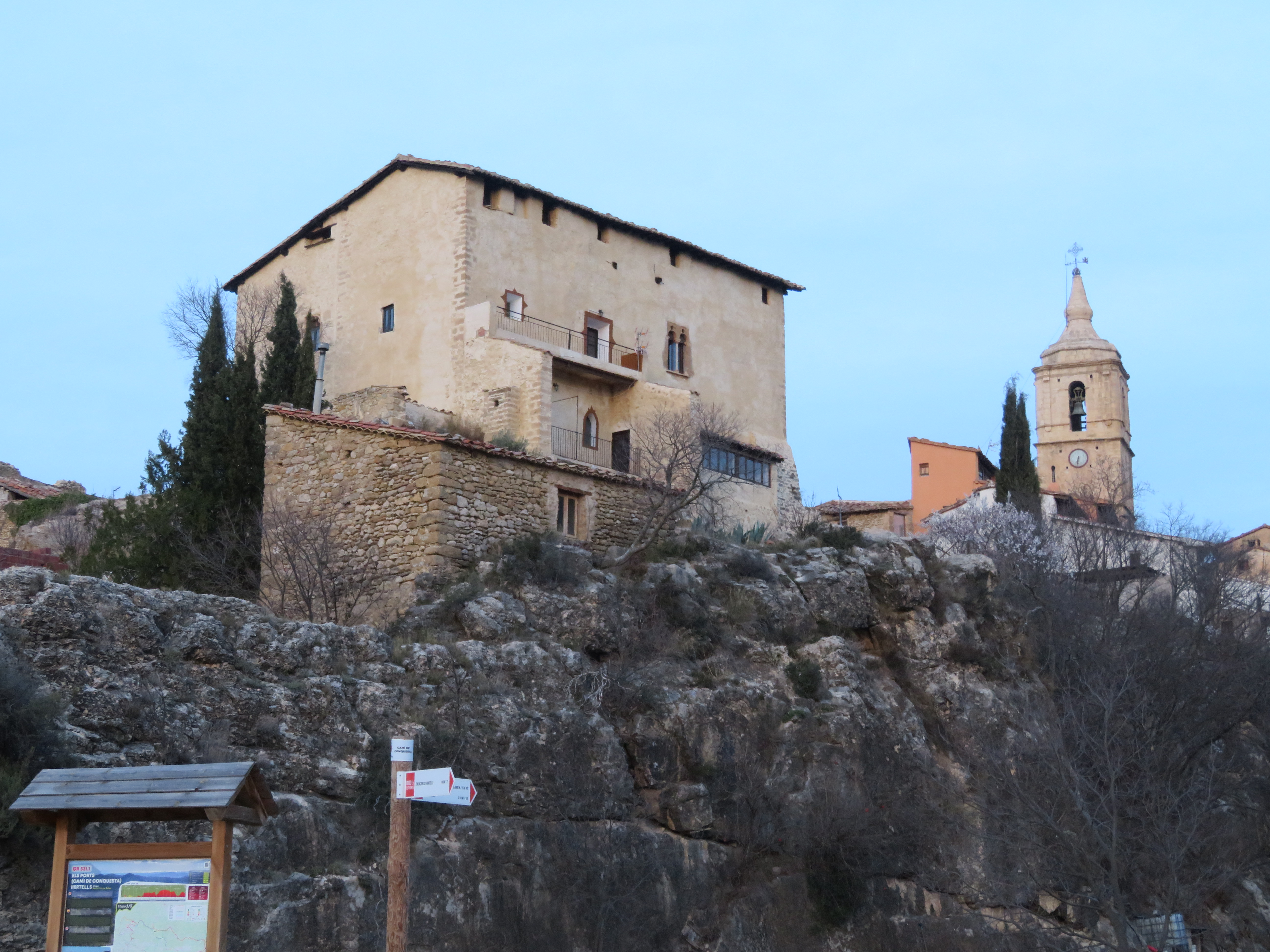
Casa-palacio de los Brusca y de los Condes de Creixell (Ortells, Morella).

Ortells es una pedanía de Morella que se encuentra en la provincia de Castellón en la Comunidad valenciana, España. Situado en la comarca de los Puertos de Morella.

## Historia
Ortells es de fundación árabe, y los cristianos que lo conquistaron aumentaron sus edificios y población. Don Blasco de Alagón lo donó en 1233 a Joan d'En Brusca, Señor de Albocácer, para ser repoblado, el cual otorgó la carta Puebla para el pueblo en pocos años.
Los Brusca, también Condes de Creixell, fueron la familia que generaron el gran tronco de los Señores de Ortells, siendo el más relevante de sus miembros Dalmacio Creixell, que en 1212 tomó parte en la Batalla de Las Navas de Tolosa, donde murió heroicamente.
Hasta mediados del siglo XIX, el señor de Ortells disfrutó de la Casa-castillo (que aún está en pie en la plaza mayor), pero a partir de la derogación de los privilegios, vendió sus posesiones y se ausentó de la zona. Ortells, el 12 de agosto de 1835, fue conquistada por las tropas carlistas del general Quílez.
Fue municipio independiente hasta 1976, año en que, junto con Chiva de Morella, se incorporó al municipio de Morella.
Actualmente dispone de un representante designado por el Ayuntamiento para la gestión de la localidad. 

### El escudo de armas
El escudo de armas de la población, por su antigüedad y el cambio de titularidad de los señores, ha sufrido muchas modificaciones a lo largo del tiempo, al ser diferentes los motivos de cada familia. Antiguamente era una corpulenta carrasca en el centro, aunque durante los últimos años se ha convertido en un manzano centrado en el escudo, recordando las célebres manzanas de "morro de llebre" muy popularizadas en la población desde hace mucho tiempo.

## Demografía
| Gráfica de evolución demográfica de Ortells entre 1842 y 1970 |
| |
| Población de derecho según los censos de población del INE Población de hecho según los censos de población del INEEntre el censo de 1981 y el anterior, este municipio desaparece porque se integra en el municipio Morella |

| 662 | 726 | 746 | 576 | 565 | 447 | 374 | 339 | 279 | 192 | 122 | 50 | 42 | 44 |

- 1 Entre el censo de 1981 y el anterior, Ortells desaparece como municipio independiente al integrarse en el municipio de Morella.Iglesia de San Blay y Santa Magdalena (Ortells, Morella)

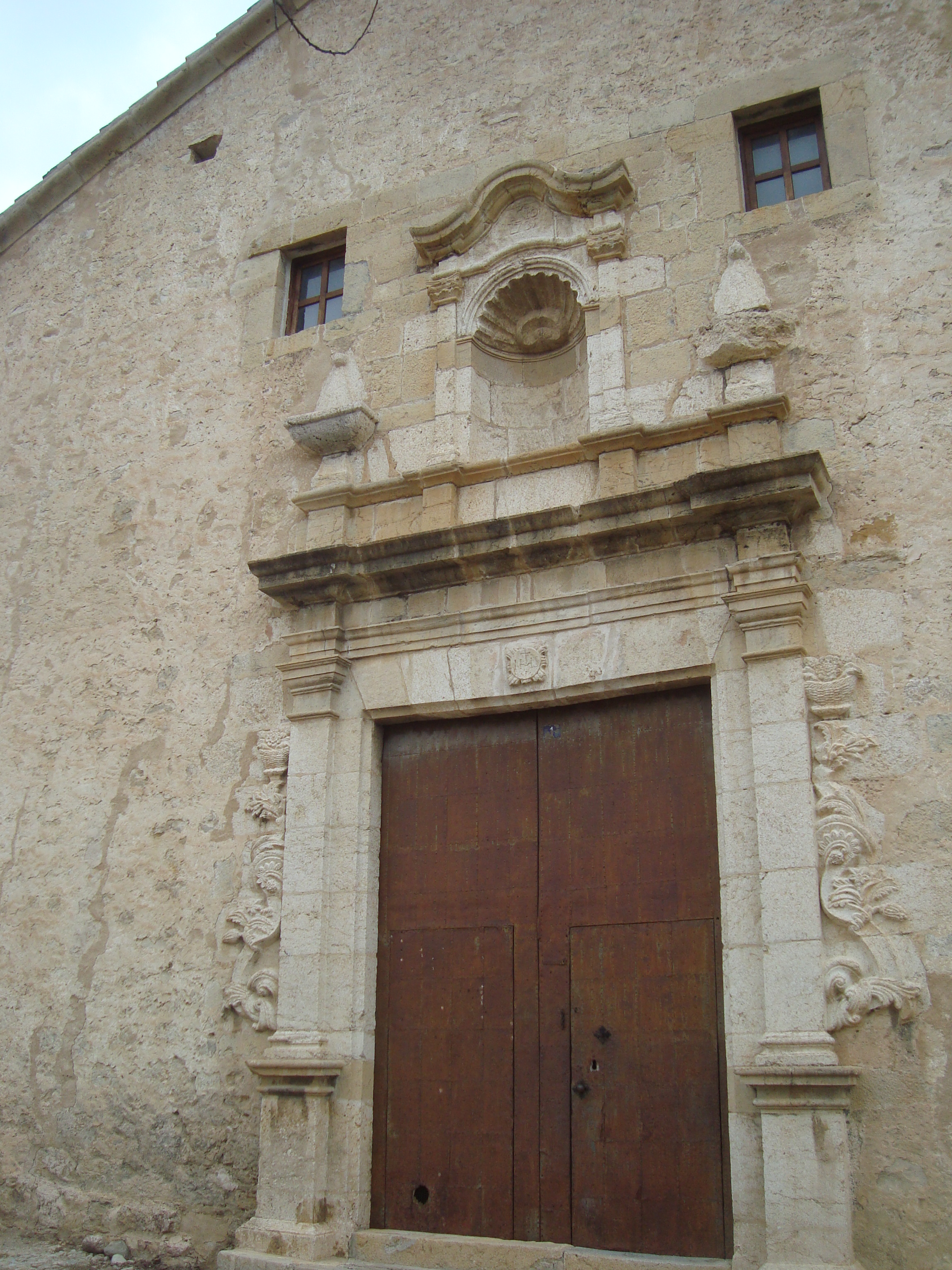
Iglesia de San Blay y Santa Magdalena (Ortells, Morella)

## Comunicaciones y servicios
A este pueblo de interior se accede a través de la CV-14, carretera autonómica de carril único por cada sentido, reformada para evitar su paso por las cercanías del pueblo y que circula entre los municipios de Zorita del Maestrazgo y de Morella.
Ortells también dispone de un consultorio médico, donde acude un doctor de la zona una vez por semana, y así mismo, también tiene un servicio de panadería a domicilio durante todas las mañanas.
Además, Ortells destaca por su oferta de turismo rural y su servicio de casas rurales, pues cuenta con un total de cuatro casas rurales que ofrecen al viajero descanso y comodidad. 

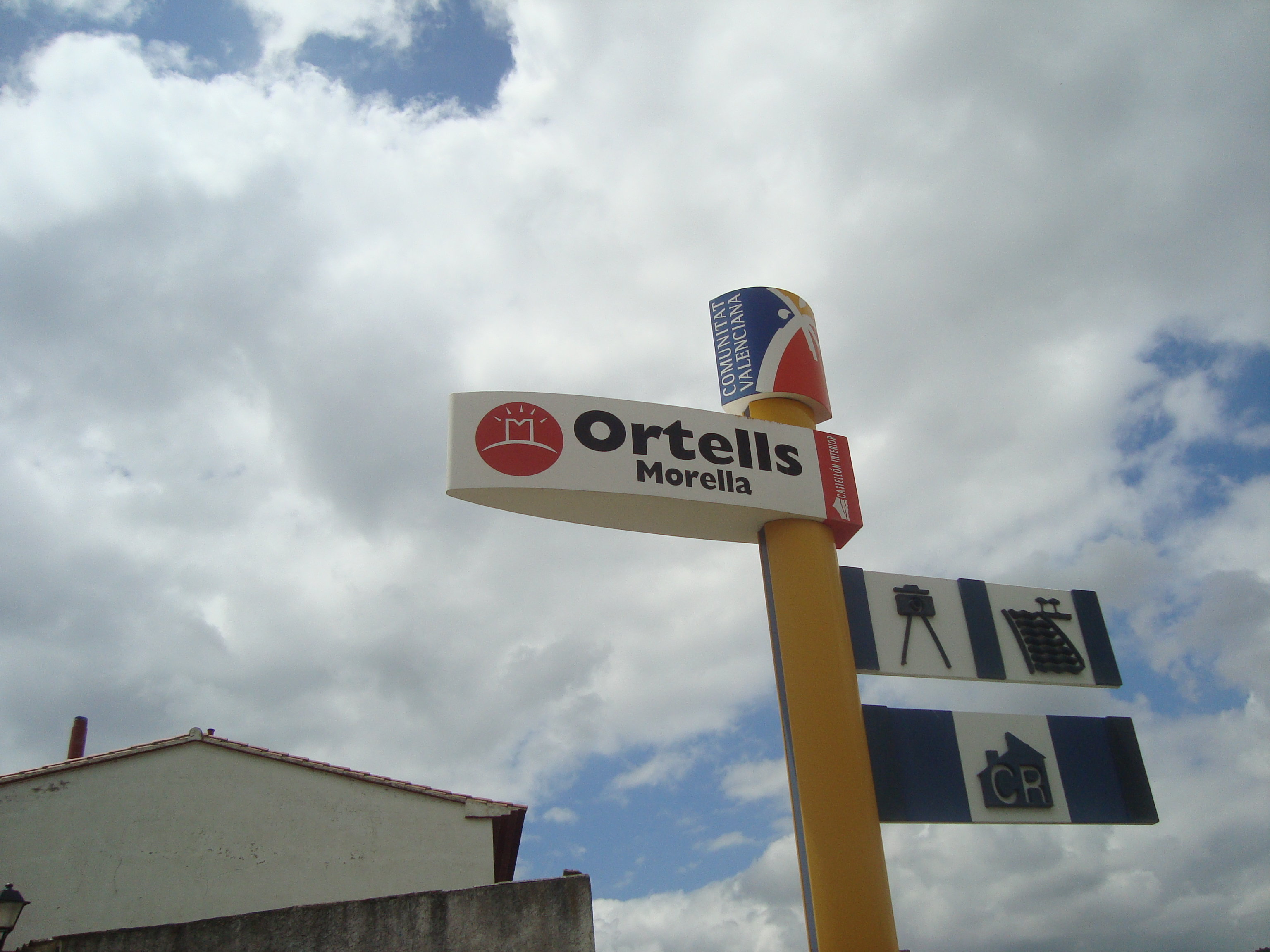
Ortells, Morella

## Gastronomía

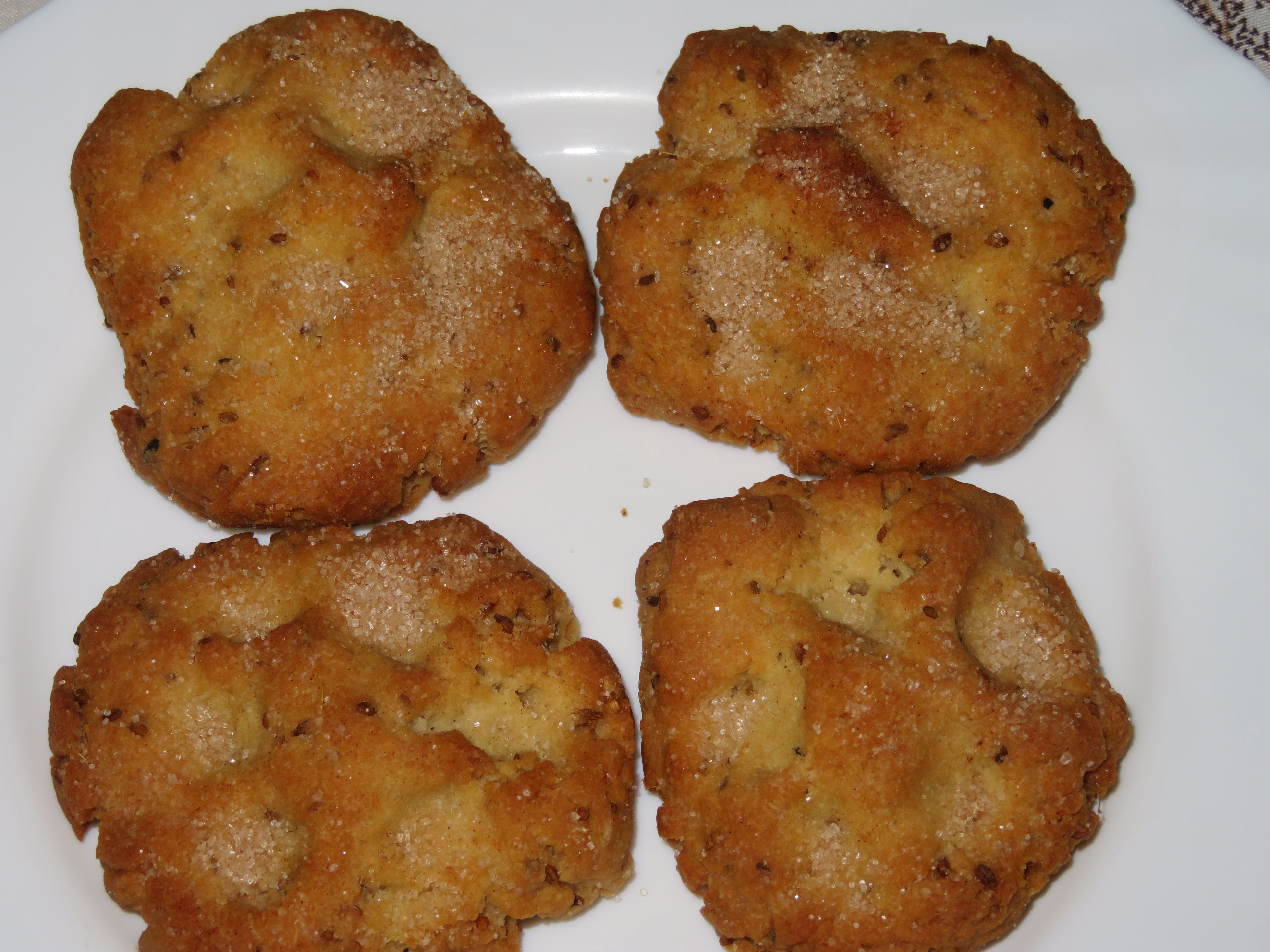
Coquetes de panoli, repostería antigua popular del antiguo reino de Valencia.

Ortells conserva parte de la su gastronomía dentro de lo que es el típico ámbito de los exquisitos platos que integran los pueblos del interior, en la comarca de Los Puertos de Morella.
En el término, hay una fruta, conocida como manzana de morro de llebre (pomes del morro de llebra), que tradicionalmente ha tenido mucha fama dentro y fuera de sus fronteras, por ser una manzana de reducidas dimensiones y con la forma alargada en la parte de abajo, que recuerda al hocico de la liebre, de ahí su nombre, y que tiene un gusto muy apreciado por la gente entendida. Poco a poco, su cultivo se ha ido abandonando y a día de hoy solamente se puede encontrar en alguno de los huertos de la localidad.

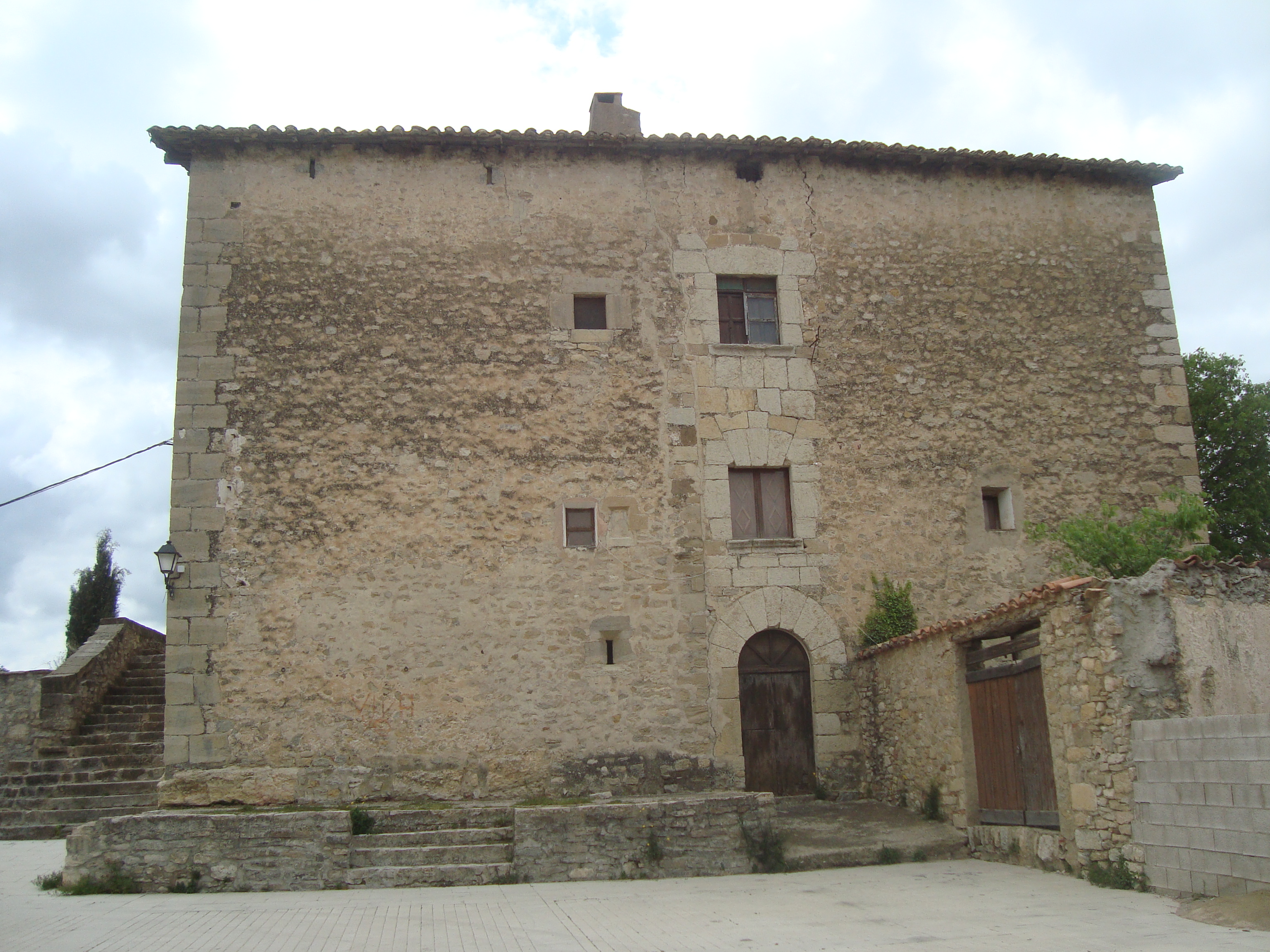
Casa-palacio de los Brusca y de los Condes de Creixell (Ortells, Morella)

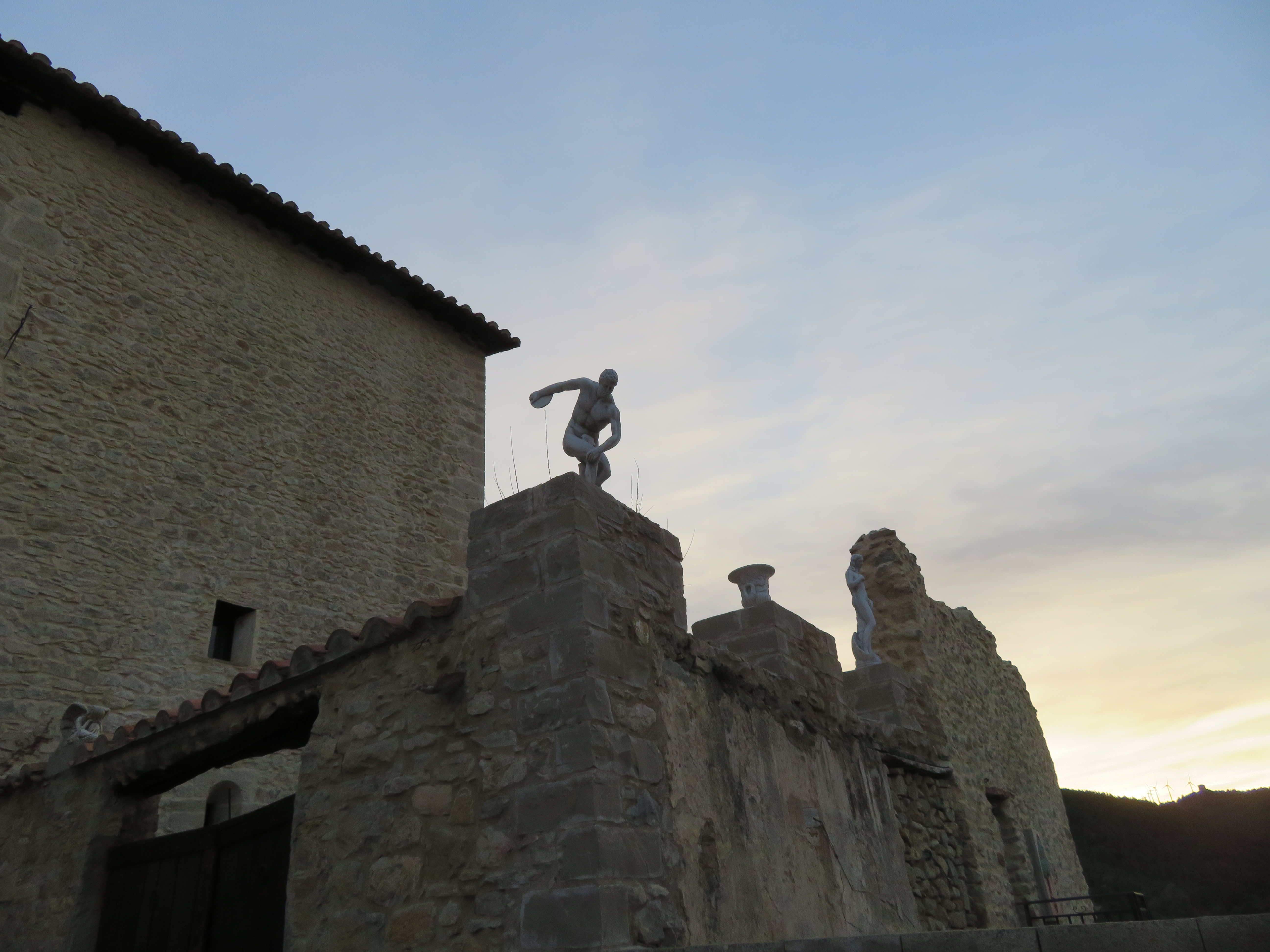
Discóbolo de Ortells.

Otro alimento a destacar son sus pastas, representadas por la típica coqueta de panoli. Esta pieza, de forma plana y redondeada tiene una pasta hecha por una medida de aguardiente, dos medidas de aceite y tres cucharadas de azúcar para 150 gramos de harina. La característica de esta pasta es que tiene que estar muy bien amasada y golpeada contra la mesa repetidamente para romper la masa y otorgarle su textura característica.
Para los duros invierno dels Ports, en Ortells se creó la tradicional olla d'Ortells, plato con muchos ingredientes y calorías para poder resistir las bajas temperaturas.

## Fiestas

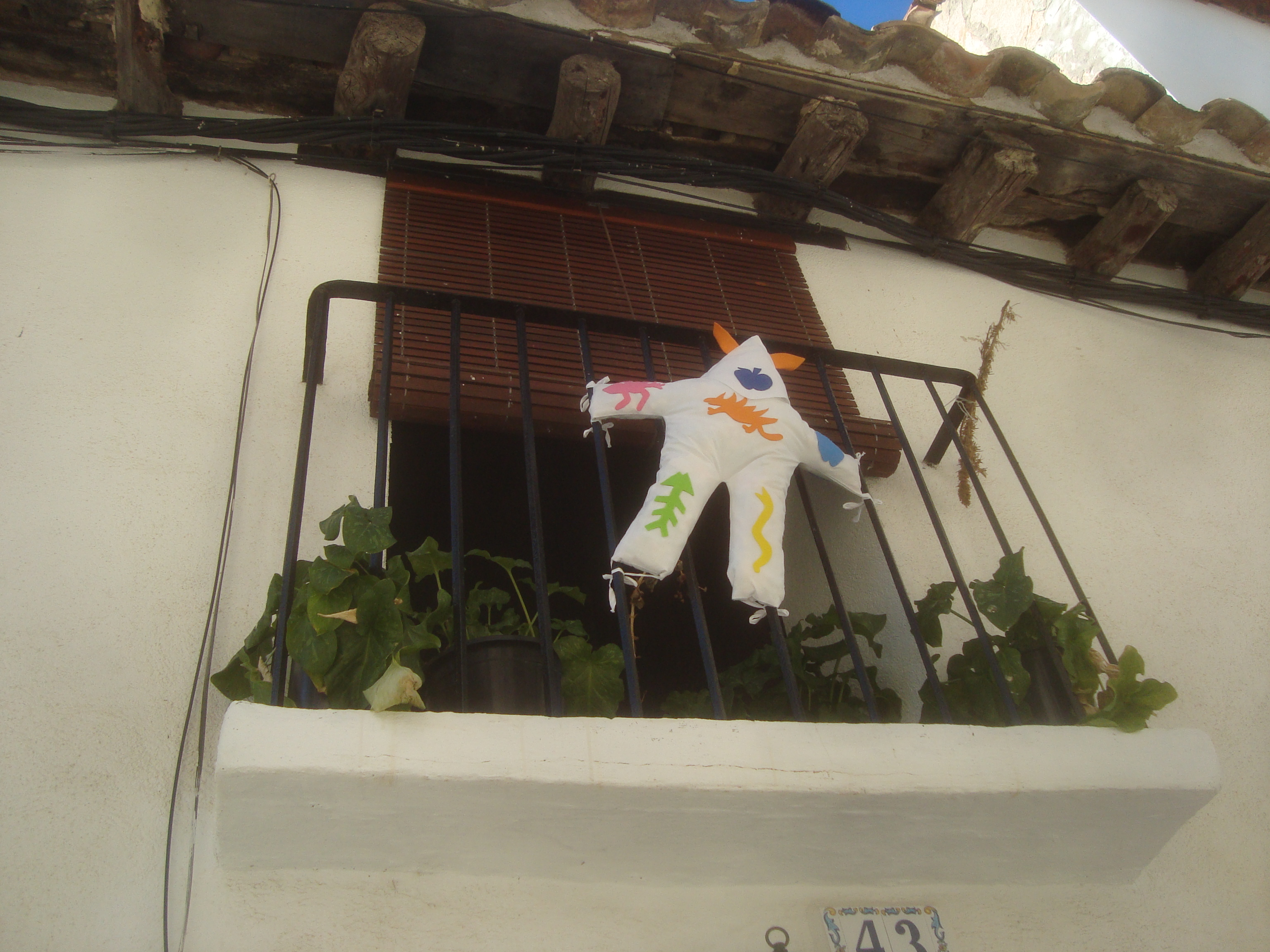
Botarga votiva, fiestas de Ortells por San Blas y por San Antonio, los días 3 y 4 de febrero.

Ortells tiene varias fiestas a las que acude gran afluencia de gente, sobre todo, hijos de Ortells que aprovechan estas fechas para visitar su pueblo y para disfrutar de las fiestas del patrón.
Las fiestas más importantes son:
- San Blas: 3 de febrero.
- San Antonio: 4 de febrero.

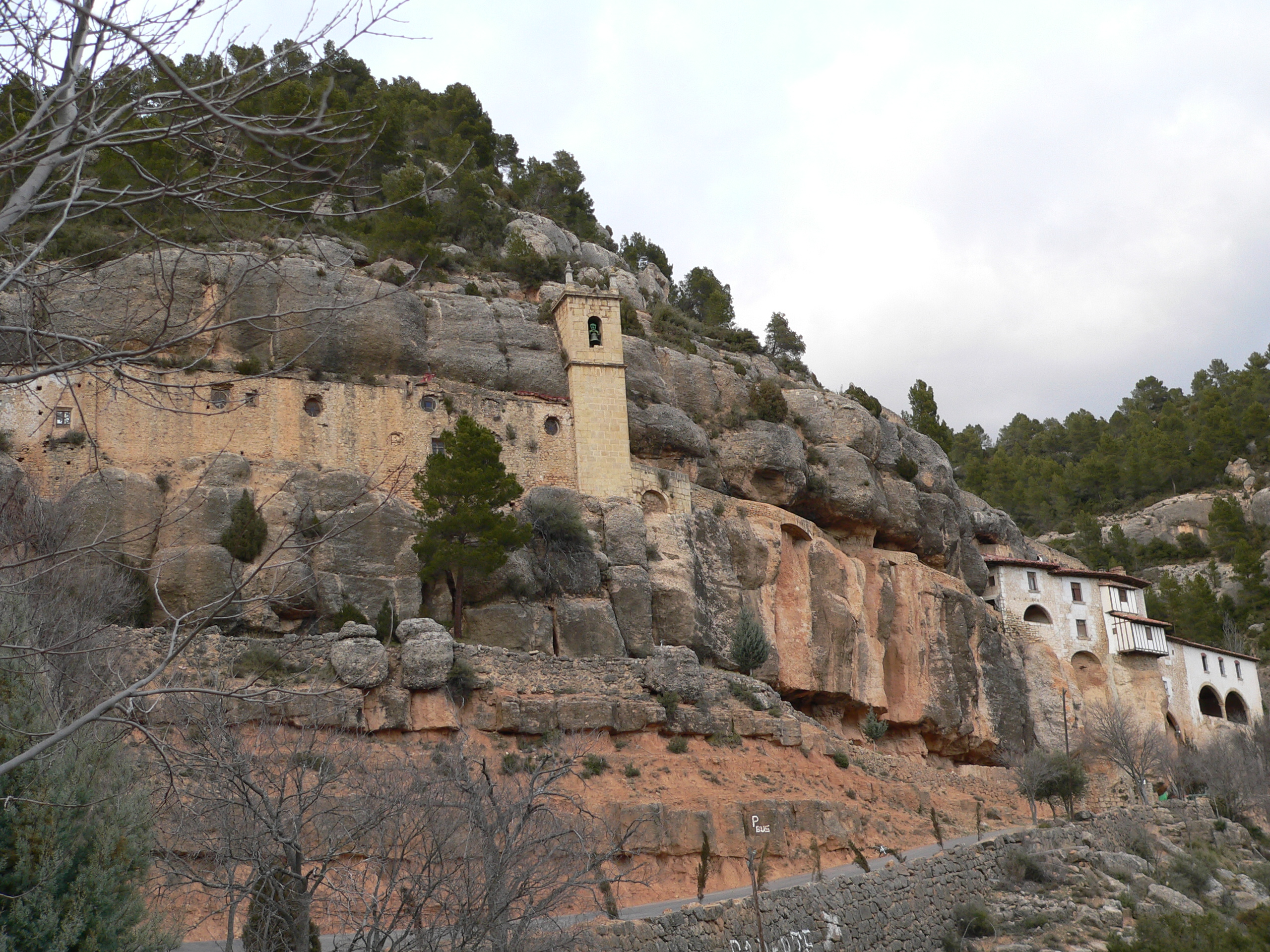
Santuario de la Balma que se encuentra en Zorita, municipio vecino.

- Fiestas de verano: Segunda quincena de agosto.
- Rogativa a la Balma (Peregrinación desde el pueblo hasta dicha ermita del término de Zorita del Maestrazgo): 27 de septiembre.